# Lívia Járóka
Lívia Járóka, née le 6 octobre 1974 à Tata, est une femme politique hongroise. Membre du Fidesz, elle est députée européenne de 2004 à 2014 puis à partir de septembre 2017. Elle fait partie du groupe du Parti populaire européen.

## Biographie
Lívia Járóka est très engagée dans la bataille pour les droits de la communauté rom dont elle est originaire. Elle obtient un Master of Arts à l'Université d'Europe centrale puis en 2012 un doctorat (doctor of Philosophy) en anthropologie sociale à la University College de Londres.
Le 15 novembre 2017, elle est élue vice-présidente du Parlement européen, remplaçant Ildikó Gáll-Pelcz, également membre du PPE et du Fidesz. Elle est élue avec 290 votes en sa faveur.